# Bourdonnay
Bourdonnay (Duits: Bortenach)  is een gemeente in het Franse departement Moselle (regio Grand Est) en telt 239 inwoners (1999).
De gemeente maakt deel uit van het arrondissement Château-Salins en sinds 22 maart 2015 van het kanton Le Saulnois, toen het kanton Vic-sur-Seille, waar de gemeenten daarvoor onder viel, erin opging.
Het dorp werd als eerste in 1256 genoemd in het Cartularium van de Sint-Eustasiusabdij in  Vergaville / Widersdorf.

## Geografie
De oppervlakte van Bourdonnay bedraagt 17,9 km², de bevolkingsdichtheid is 13,4 inwoners per km².
De onderstaande kaart toont de ligging van Bourdonnay met de belangrijkste infrastructuur en aangrenzende gemeenten.

## Demografie
Onderstaande figuur toont het verloop van het inwonertal (bron: INSEE-tellingen).